# Anarene
Anarene è una città fantasma degli Stati Uniti d'America della contea di Archer nello Stato del Texas.